# سرگیفکا (شهرستان فیودوروفسکی، باشقیرستان)
سرگیفکا (انگلیسی: Sergeyevka, Fyodorovsky District, Republic of Bashkortostan) یک شهرک در شهرستان فیودوروفسکی استان باشقیرستان کشور روسیه است.